# 蔡景行
蔡景行（英語：Choy King Hang，2001年3月13日—），香港男藝人，2021年無綫電視藝員訓練班學員，畢業後加入無綫電視，2022年加入J2，是22位J2ers之一。

## 簡歷
蔡景行生於香港。2021年，蔡景行報讀無綫電視藝員訓練班，畢業後加入無綫電視。2022年加入J2，成為22位J2ers之一。同年，蔡景行主持無綫電視節目《關注關注組》及《搵鬼同你瞓》。2023年，蔡景行與施焯日主持無綫電視旅遊節目《見步行步 台灣篇》受到注目，人氣急升。

## 演出作品

### 電視節目（無綫電視）
獨嘉登機指南||與謝茜嘉主持

| 首播   | 節目名             | 備註         |
| 2022年 | 關注關注組         | 外景主持     |
| 2022年 | 搵鬼同你瞓         | 主持         |
| 2023年 | 見步行步 台灣篇    | 與施焯日主持 |
| 2023年 | 台灣學呢啲         | 主持         |
| 2023年 | 膽粗粗．Here We Go | 主持         |
| 2023年 | 浪漫台灣48小時     | 與施焯日主持 |
| 2024年 | 獎門人新春感謝祭   |              |

### 電視劇（無綫電視）
| 首播   | 劇名     | 角色                    |
| 2022年 | 回歸     | 參賽者                  |
| 2023年 | 隱門     | 工作人員（第14 - 15集） |
| 2025年 | 麻雀樂團 | 樂團樂手                |

## 外部連結
- 蔡景行的Instagram帳戶
- TVB男藝人蔡景行 （页面存档备份，存于）